# رود باقاناس
رود باقاناس (به قزاقی: Bakanas) یک رود در قزاقستان است که در استان قزاقستان شرقی واقع شده‌است.